# Sedum calcaratum
Sedum calcaratum är en fetbladsväxtart som beskrevs av Joseph Nelson Rose. Sedum calcaratum ingår i Fetknoppssläktet som ingår i familjen fetbladsväxter. Inga underarter finns listade i Catalogue of Life.